# Euphyia rufilineata
Euphyia rufilineata là một loài bướm đêm trong họ Geometridae.